# Freja Ejendomme
Freja Ejendomme A/S, (hovednavn: Statens Ejendomssalg A/S) blev grundlagt 18. december 1997 og er et statsligt ejet aktieselskab, som hører under Finansministeriet. I løbet af selskabets første 10 år er over 200 ejendomme overført til selskabet med henblik på salg.
Blandt de historiske ejendomme og grunde, som Freja har solgt, er: Avedøre Kaserne, Flakfortet, Kanonbådsskurene, Middelgrundsfortet, Motortorpedobådshallen, Nykøbing Latinskole, Randers Kaserne, Ny Tøjhus, Haderslev Sygehus og Vandflyverhangaren.